# أبيل بيريرا
أبيل بيريرا هو موسيقي برتغالي، ولد في 1978 في بورتو في البرتغال.

## وصلات خارجية
- الموقع الرسمي